# 四宮康雅
四宮 康雅（しのみや やすまさ、1957年12月15日 - ）は、日本のテレビプロデューサー。北海道テレビ放送（HTB）所属。クロスメディアエディター。最近ではデジタルコミュニケーションに詳しい。大阪府出身。大阪府立高津高等学校、北海道大学教育学部卒業。

## 来歴・人物
1981年、日本テレビ放送網に入社。報道記者や、NNN系列の当時メインニュース番組だった「NNNきょうの出来事」（櫻井良子（現：櫻井よしこ）がアンカーパーソン）の企画ディレクターを務める。特に1988年に昭和天皇が倒れてから翌1989年1月7日に崩御するまでの間は宮内庁詰めの報道記者として一連の病状報道に関わる。後にその模様をまとめた「昭和最後の日～テレビ報道は何を伝えたか」（日本テレビ報道局天皇取材班）を出版した際には、同書執筆の中心人物の一人となった。
1991年、北海道テレビ放送に移籍入社。ニュース編集長、編成プロデューサー、コンテンツ制作事業グループ部長を歴任。民放テレビ局では第2次世界大戦後初となる千島列島縦走ドキュメンタリ―や「水曜どうでしょう」、「onちゃん夢パワー大冒険!」などの番組を手がけた他、鈴井貴之の初監督作品「man-hole」では映画プロデューサーにも進出した（鈴井の妻・鈴井亜由美（当時）と、「水曜どうでしょう」初代プロデューサーの土井巧との共同プロデュース）。また、HTBが年1本ペースで制作するオリジナルドラマ「HTBスペシャルドラマ」において、企画・原案にも関わった。ドラマのプロデュース業務の一線から退いた今もシナリオを愛読し、個人的に俳優や俳優事務所とのつきあいを欠かさない。
日本民間放送連盟賞・テレビドラマ部門においては、四宮がプロデューサーを務めた番組が2001年・2003年・2004年に優秀賞を受賞するなど、近年は同賞の常連となっている。
2002年、2005年には米国際エミー賞ドラマ部門の最終選考委員も務めた。
「水曜どうでしょう」では、4代目プロデューサーとして同番組のDVD化を積極的に推進した。また「水曜どうでしょう写真集2」の発売に当たっては、印刷に使う紙の種類にまでこだわる嬉野雅道ディレクターのこだわりに鋭く反応し、当時ディスコン（生産終了）となっていた「ミルトGA」（日清紡）をメーカーに頼んで再生産させてしまった張本人である。1998年に編成プロデューサーになって以降、前年の開局35周年事業の一環として誕生したステーションキャラクター「onちゃん」のキャラクター化や「水曜どうでしょう」に代表されるDVD事業や番組グッズなどキー局顔負けのマーチャンダイジング化を推進。現在でも、ブランディングメッセージとなっている「ユメミル、チカラ」のコピーの生みの親でもある。onちゃん展開では、将来にきっと必要になるとキャラクターシートやバックグラウンドストーリーを作るなどアニメーション化への道筋を拓いた。
コンテンツ事業室プロデューサー、番組審議会事務局長を歴任。定年を迎えた2018年以降もHTBに勤務し、CSR広報室にて社史の編集などを手掛けている。

## 担当作品

### テレビ番組
日本テレビ
- NNNきょうの出来事 - 企画ディレクター

北海道テレビ
- HTBスペシャルドラマ
  - 黒い瞳 - プロデューサー
  - ひかりのまち - プロデューサー
  - 丘をこえて - プロデューサー
  - 夏の約束 - 企画・原案・プロデューサー
  - そして明日から - 企画・原案・プロデューサー
  - 六月のさくら - 企画・原案・プロデューサー
  - うみのほたる - 企画・原案・プロデューサー
  - 大麦畑でつかまえて - 企画・プロデューサー
  - 歓喜の歌 - プロデューサー
  - ミエルヒ - 企画
- 水曜どうでしょう - 2代目・4代目プロデューサー
- onちゃん夢パワー大冒険! - プロデューサー
- おにぎりあたためますか - 2代目プロデューサー
- 素晴らしい世界 - プロデューサー

### 映画
- man-hole - プロデューサー

## 著書
- 昭和最後の日―テレビ報道は何を伝えたか （日本テレビ放送網、1989年5月、「日本テレビ報道局天皇取材班」名義、共筆）ISBN 978-4-8203-8901-9